# Тальменский поссовет
Тальменский поссовет — муниципальное образование со статусом городского поселения и административно-территориальное образование в Тальменском районе Алтайского края России.

## Население
| 2010    | 2011    | 2012    | 2013    | 2014    | 2015    |
| ------- | ------- | ------- | ------- | ------- | ------- |
| 18 814  | ↗18 864 | ↗19 054 | ↘19 000 | ↗19 104 | ↘18 998 |
| 2016    | 2017    | 2018    | 2019    | 2020    | 2021    |
| ↗19 044 | ↗19 157 | ↘19 098 | ↘19 046 | ↘18 933 | ↘18 070 |

По результатам Всероссийской переписи населения 2010 года, численность населения муниципального образования составила 18814 человек, в том числе 8664 мужчины и 10150 женщин. 

## Населённые пункты
В состав городского поселения входит один населённый пункт — рабочий посёлок Тальменка.

## Культура
30 августа 2013 года в Тальменке открылся Центр культуры чувашей.